# A Whiter Shade of Pale
A Whiter Shade of Pale is de eerste uitgebrachte single van de Britse groep Procol Harum. Op 12 mei 1967 werd het nummer op single uitgebracht.

## Achtergrond
De plaat werd een wereldwijde hit en bereikte in thuisland het Verenigd Koninkrijk de nummer 1-positie in de UK Singles Chart. Ook in Ierland, Frankrijk, Duitsland, Zwitserland, Noorwegen,  Australië, Nieuw-Zeeland, Verenigde Staten, Canada, Italië, Zuid-Afrika en Maleisië werd de nummer 1-positie behaald. In Argentinië werd de 9e positie bereikt en in Japan de 47e.
Het bleek achteraf ook hun succesvolste plaat in Nederland, waar deze op 17 juni 1967 op nummer 1 in de Nederlandse Top 40 op Radio Veronica binnenkwam. Ook in de Parool Top 20 op Hilversum 3 werd de nummer 1-positie bereikt.
In België bereikte de plaat eveneens de nummer 1-positie in zowel de voorloper van de Vlaamse Ultratop 50 als de voorloper van de Waalse Ultratop 50.
De plaat werd ook een succes in landen rondom de Noordzee, met dank aan de zeezenders Radio Veronica, Radio Mi Amigo, Radio Atlantis, Radio London en Radio Caroline.
Sinds de allereerste editie in december 1999 staat de plaat onafgebroken genoteerd in de jaarlijkse NPO Radio 2 Top 2000 van de Nederlandse publieke radiozender NPO Radio 2, met als hoogste notering een 3e positie in 2021.

## Stijl
De muziek, geschreven door Gary Brooker en Matthew Fisher, is een mengeling van popmuziek en klassieke muziek, met name van Johann Sebastian Bach. Het zou hierbij gaan om Wachet auf, ruft uns die Stimme (BWV 140), Orkestsuite no. 3 BWV 1068, en Air auf der G-Saite van August Wilhelmj (zelf een Bachbewerking). Maarten 't Hart stelt in zijn boek Mozart en de anderen dat het nummer een "originele bewerking" is van de inleidende Sinfonia van cantate 156. Een weinig vermelde inspiratiebron zou te vinden zijn in de prelude O Mensch bewein dein' Sünde groß, BWV 622, uit Bachs Orgelbüchlein. Ook zou When a Man Loves a Woman van Percy Sledge van invloed zijn geweest.
Fisher gebruikte voor A Whiter Shade of Pale volop het hammondorgel. De combinatie pop/klassiek was in die dagen populair en zou verder uitgebouwd worden door onder meer Ekseption en andere bands, zoals de Beatles op het album Sgt. Pepper's Lonely Hearts Club Band, dat later verscheen. De teksten van Keith Reid waren in die dagen voor velerlei uitleg vatbaar. Hij bleek de titel gehoord te hebben tijdens een feestje en bouwde daar een lied omheen, waarvan de interpretatie onduidelijk bleef. Pas bij het verschijnen van boeken over de begindagen van de band en over Reid zelf kwam er enig licht: het zou gaan om een gesprek dat uiteindelijk leidde tot de seksuele daad. Ook is er een lange versie met 2 extra coupletten.

## Bezetting
Het nummer werd opgenomen door een proto-versie van de band. Procol Harum, zoals dat bekend raakte van het naar de band genoemde album, bestond toen eigenlijk nog niet. A Whiter Shade of Pale zou ook niet op de originele versie van album verschijnen (wel op de Amerikaanse). Het nummer werd opgenomen in de Olympic Studio in Londen door:
- Gary Brooker – zang, piano
- Matthew Fisher – hammondorgel
- Ray Royer – gitaar
- Dave Knight – basgitaar
- Bill Eyden – slagwerk eerste opname, op de single geperst
- Bobby Harrison slagwerk; tweede opname, maar later afgekeurd.

## Mede-auteur
In eerste instantie werden alleen Brooker en Reid aangegeven als schrijvers van de song. Fisher heeft vanaf 2005 geprocedeerd tegen deze notatie; hij zou ook meegeschreven hebben aan het nummer. Pas in 2009 werd Fisher in het gelijk gesteld; zijn naam werd vanaf toen ook bij de schrijvers vermeld. Hij verkreeg royalty's vanaf 2005. Het proces kreeg veel aandacht, want het werd door andere popmusici als proefproces gezien.

## B-kant
De B-kant van de single, het ook door Brooker en Reid geschreven Lime Street Blues in een heel andere rock-'n-roll-stijl, trok weinig aandacht.

## Covers
Er zijn talloze covers van het nummer opgenomen, maar geen werd zo populair als het origineel. Het lied is te horen in diverse films die verwijzen naar de jaren 1960 en 1970.

## Meer dan eens op de eerste plaats
Het was de eerste plaat die tot tweemaal toe de nummer 1-positie in de Nederlandse Top 40 op Radio Veronica bereikte. De eerste keer vijf weken in 1967 en de tweede keer drie weken in 1972. Het was de enige debuutsingle die op de eerste plaats binnenkwam voordat downloads en airplay voor de notering meetelden. Ook in de Parool Top 20 en de Hilversum 3 Top 30 / Daverende Dertig op de publieke popzender Hilversum 3 stond de plaat respectievelijk vijf en drie weken op de toppositie genoteerd.

## Hitnoteringen

### Nederlandse Top 40
| A Whiter Shade of Pale in de Nederlandse Top 40 - binnen 17-06-1967 | A Whiter Shade of Pale in de Nederlandse Top 40 - binnen 17-06-1967 | A Whiter Shade of Pale in de Nederlandse Top 40 - binnen 17-06-1967 | A Whiter Shade of Pale in de Nederlandse Top 40 - binnen 17-06-1967 | A Whiter Shade of Pale in de Nederlandse Top 40 - binnen 17-06-1967 | A Whiter Shade of Pale in de Nederlandse Top 40 - binnen 17-06-1967 | A Whiter Shade of Pale in de Nederlandse Top 40 - binnen 17-06-1967 | A Whiter Shade of Pale in de Nederlandse Top 40 - binnen 17-06-1967 | A Whiter Shade of Pale in de Nederlandse Top 40 - binnen 17-06-1967 | A Whiter Shade of Pale in de Nederlandse Top 40 - binnen 17-06-1967 | A Whiter Shade of Pale in de Nederlandse Top 40 - binnen 17-06-1967 | A Whiter Shade of Pale in de Nederlandse Top 40 - binnen 17-06-1967 | A Whiter Shade of Pale in de Nederlandse Top 40 - binnen 17-06-1967 | A Whiter Shade of Pale in de Nederlandse Top 40 - binnen 17-06-1967 | A Whiter Shade of Pale in de Nederlandse Top 40 - binnen 17-06-1967 | binnen 24-06-1972 | binnen 24-06-1972 | binnen 24-06-1972 | binnen 24-06-1972 | binnen 24-06-1972 | binnen 24-06-1972 | binnen 24-06-1972 | binnen 24-06-1972 | binnen 24-06-1972 | binnen 24-06-1972 | binnen 24-06-1972 | binnen 24-06-1972 | binnen 24-06-1972 |
| Week                                                                | 1                                                                   | 2                                                                   | 3                                                                   | 4                                                                   | 5                                                                   | 6                                                                   | 7                                                                   | 8                                                                   | 9                                                                   | 10                                                                  | 11                                                                  | 12                                                                  | 13                                                                  |                                                                     | 14                | 15                | 16                | 17                | 18                | 19                | 20                | 21                | 22                | 23                | 24                | 25                |                   |
| ------------------------------------------------------------------- | ------------------------------------------------------------------- | ------------------------------------------------------------------- | ------------------------------------------------------------------- | ------------------------------------------------------------------- | ------------------------------------------------------------------- | ------------------------------------------------------------------- | ------------------------------------------------------------------- | ------------------------------------------------------------------- | ------------------------------------------------------------------- | ------------------------------------------------------------------- | ------------------------------------------------------------------- | ------------------------------------------------------------------- | ------------------------------------------------------------------- | ------------------------------------------------------------------- | ----------------- | ----------------- | ----------------- | ----------------- | ----------------- | ----------------- | ----------------- | ----------------- | ----------------- | ----------------- | ----------------- | ----------------- | ----------------- |
| Nummer                                                              | 1                                                                   | 1                                                                   | 1                                                                   | 1                                                                   | 1                                                                   | 2                                                                   | 2                                                                   | 3                                                                   | 7                                                                   | 12                                                                  | 18                                                                  | 29                                                                  | 38                                                                  | uit                                                                 | 25                | 6                 | 2                 | 1                 | 1                 | 1                 | 3                 | 6                 | 14                | 24                | 26                | 40                | uit               |

### Parool Top 20 / Hilversum 3 Top 30
| A Whiter Shade of Pale in de Parool Top 20 / Hilversum 3 Top 30 - binnen 10-06-1967 | A Whiter Shade of Pale in de Parool Top 20 / Hilversum 3 Top 30 - binnen 10-06-1967 | A Whiter Shade of Pale in de Parool Top 20 / Hilversum 3 Top 30 - binnen 10-06-1967 | A Whiter Shade of Pale in de Parool Top 20 / Hilversum 3 Top 30 - binnen 10-06-1967 | A Whiter Shade of Pale in de Parool Top 20 / Hilversum 3 Top 30 - binnen 10-06-1967 | A Whiter Shade of Pale in de Parool Top 20 / Hilversum 3 Top 30 - binnen 10-06-1967 | A Whiter Shade of Pale in de Parool Top 20 / Hilversum 3 Top 30 - binnen 10-06-1967 | A Whiter Shade of Pale in de Parool Top 20 / Hilversum 3 Top 30 - binnen 10-06-1967 | A Whiter Shade of Pale in de Parool Top 20 / Hilversum 3 Top 30 - binnen 10-06-1967 | A Whiter Shade of Pale in de Parool Top 20 / Hilversum 3 Top 30 - binnen 10-06-1967 | A Whiter Shade of Pale in de Parool Top 20 / Hilversum 3 Top 30 - binnen 10-06-1967 | A Whiter Shade of Pale in de Parool Top 20 / Hilversum 3 Top 30 - binnen 10-06-1967 | A Whiter Shade of Pale in de Parool Top 20 / Hilversum 3 Top 30 - binnen 10-06-1967 | A Whiter Shade of Pale in de Parool Top 20 / Hilversum 3 Top 30 - binnen 10-06-1967 | A Whiter Shade of Pale in de Parool Top 20 / Hilversum 3 Top 30 - binnen 10-06-1967 | binnen 24-06-1972 | binnen 24-06-1972 | binnen 24-06-1972 | binnen 24-06-1972 | binnen 24-06-1972 | binnen 24-06-1972 | binnen 24-06-1972 | binnen 24-06-1972 | binnen 24-06-1972 | binnen 24-06-1972 | binnen 24-06-1972 |
| Week                                                                                | 1                                                                                   | 2                                                                                   | 3                                                                                   | 4                                                                                   | 5                                                                                   | 6                                                                                   | 7                                                                                   | 8                                                                                   | 9                                                                                   | 10                                                                                  | 11                                                                                  | 12                                                                                  | 13                                                                                  |                                                                                     | 14                | 15                | 16                | 17                | 18                | 19                | 20                | 21                | 22                | 23                |                   |
| ----------------------------------------------------------------------------------- | ----------------------------------------------------------------------------------- | ----------------------------------------------------------------------------------- | ----------------------------------------------------------------------------------- | ----------------------------------------------------------------------------------- | ----------------------------------------------------------------------------------- | ----------------------------------------------------------------------------------- | ----------------------------------------------------------------------------------- | ----------------------------------------------------------------------------------- | ----------------------------------------------------------------------------------- | ----------------------------------------------------------------------------------- | ----------------------------------------------------------------------------------- | ----------------------------------------------------------------------------------- | ----------------------------------------------------------------------------------- | ----------------------------------------------------------------------------------- | ----------------- | ----------------- | ----------------- | ----------------- | ----------------- | ----------------- | ----------------- | ----------------- | ----------------- | ----------------- | ----------------- |
| Nummer                                                                              | 5                                                                                   | 1                                                                                   | 1                                                                                   | 1                                                                                   | 1                                                                                   | 1                                                                                   | 2                                                                                   | 2                                                                                   | 4                                                                                   | 5                                                                                   | 12                                                                                  | 15                                                                                  | 20                                                                                  | uit                                                                                 | 20                | 7                 | 2                 | 1                 | 1                 | 1                 | 3                 | 4                 | 14                | 19                | uit               |

### Evergreen Top 1000
| Jaar    | 2008 | 2009 | 2010 | 2011 | 2012 | 2013 | 2014 | 2015 | 2016 | 2017 | 2018 | 2019 | 2020 | 2021 | 2022 | 2023 |
| ------- | ---- | ---- | ---- | ---- | ---- | ---- | ---- | ---- | ---- | ---- | ---- | ---- | ---- | ---- | ---- | ---- |
| Positie | -    | -    | -    | 85   | 92   | 5    | 6    | 5    | 9    | 8    | 9    | 13   | 16   | 7    | 8    | 9    |

### NPO Radio 2 Top 2000
| Nummer met noteringen in de NPO Radio 2 Top 2000 | '99 | '00 | '01 | '02 | '03 | '04 | '05 | '06 | '07 | '08 | '09 | '10 | '11 | '12 | '13 | '14 | '15 | '16 | '17 | '18 | '19 | '20 | '21 | '22 | '23 | '24 |
| ------------------------------------------------ | --- | --- | --- | --- | --- | --- | --- | --- | --- | --- | --- | --- | --- | --- | --- | --- | --- | --- | --- | --- | --- | --- | --- | --- | --- | --- |
| A Whiter Shade of Pale                           | 10  | 18  | 23  | 20  | 22  | 28  | 22  | 25  | 47  | 26  | 50  | 42  | 65  | 61  | 83  | 98  | 105 | 119 | 117 | 153 | 162 | 153 | 3   | 64  | 42  | 113 |

1. ↑  Een vetgedrukt getal geeft de hoogste notering aan.

## Eerbetoon
Op 22 juli 2021 om 11:00 uur werd de plaat als eerbetoon aan de doodgeschoten misdaadjournalist Peter R. de Vries door veel Nederlandse radiostations tegelijkertijd gedraaid. Daaropvolgend steeg de plaat van positie 153 naar positie 3 in de jaarlijkse NPO Radio 2 Top 2000 van de Nederlandse publieke radiozender NPO Radio 2.

## Voetnoten
1. ↑  Bach - Sinfonia da Cantata BWV 156. Gearchiveerd op 11 maart 2023.
2. ↑  (en) A Whiter Shade Of Pale Lyrics - Procol Harum. www.lyricsfreak.com. Geraadpleegd op 30 juli 2017.
3. ↑  Murray Burbidge (23 december 2013). The origin and history of A Whiter Shade of Pale.
4. ↑  Deuren Carré open voor afscheid Peter R. de Vries, honderden mensen in de rij. Gearchiveerd op 21 juli 2021.
5. ↑  Queen herovert troon in NPO Radio 2 Top 2000. NPO Radio 2.nl (3 december 2021). Gearchiveerd op 4 december 2021. Geraadpleegd op 4 december 2021.